# Valerie Frissen

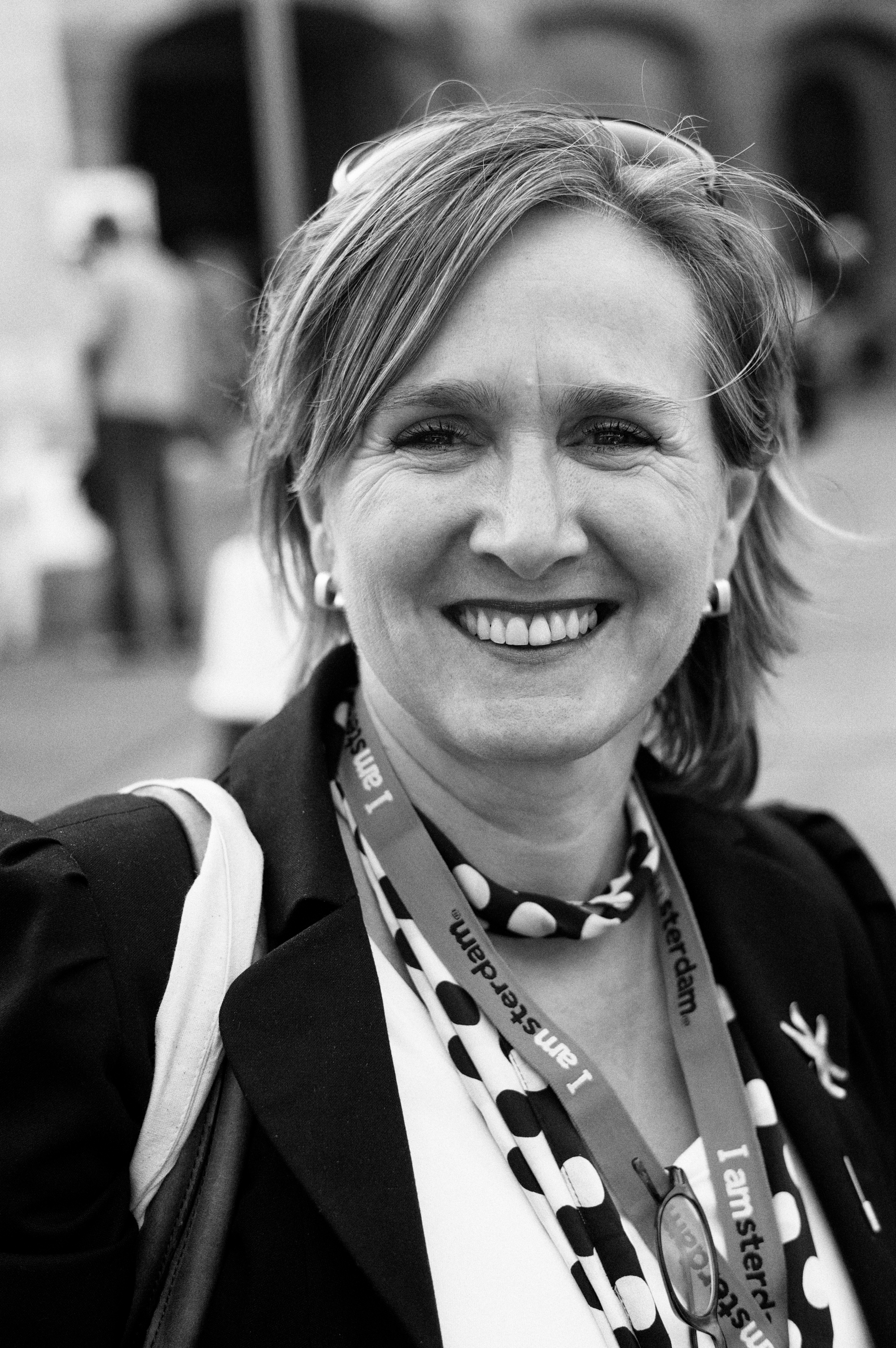
Valerie Frissen, 2009

Valerie Alice Josepha Frissen (* 1960 in Puth bei Schinnen, Provinz Limburg) ist eine niederländische Kommunikationswissenschaftlerin.

## Karriere
Nach dem Studium der Anthropologie und der Kommunikationswissenschaft promovierte sie 1992 an der Katholischen Radboud-Universität Nimwegen über das Phänomen der sogenannten Couch-Potatos in den Niederlanden. Anschließend war sie acht Jahre lang Dozentin an der Universität von Amsterdam, bevor sie 1999 eine Stelle im Bereich der Entwicklung der Informations- und Kommunikationstechnologien bei der Niederländischen Organisation für Angewandte Naturwissenschaftliche Forschung (TNO) annahm. Dort leitete sie ein Projekt, welches die sozialen Auswirkungen der Informations- und Kommunikationstechnologien auf das soziale Zusammenleben und deren Auswirkungen auf die Politik untersuchte.
Seit 2003 ist sie außerordentliche Professorin für Informations- und Kommunikationstechnologie und Sozialer Wandel (ICT en Sociale verandering) an der Philosophischen Fakultät der Erasmus-Universität Rotterdam.

## Publikationen
- Veelkijken als sociaal handelen. Een empirisch onderzoek naar het verschijnsel veel televisiekijken in Nederland. Instituut voor Toegepaste Sociale Wetenschappen, Nijmegen 1992.
- Gender is calling: Some reflections on past, present and future uses of the telephone. The gender–technology relation. 1995.
- Gender, ICTs and Everyday Life. Office for Official Publications of the European Communities, Luxembourg 1996.
- Gender, ITCs and Everyday Life: Mutual Shaping Processes. European Commission, 1997.
- J. Servaes, Valerie Frissen: De interpretatieve benadering in de communicatiewetenschap: theorie, methodologie en case-studies. Acco, 1997.
- J. Zaat-Jones, Valerie Frissen: ICT en arbeid in het dagelijks leven. Rathenau Instituut 1999.
- Under Construction. Persoonlijke en culturele identiteit in het multimediatijdperk. Infodrome, 2000.
- K. Brants, Valerie Frissen: Inclusion and exclusion in the Information Society. Final Deliverable to the European Media and Technology Everyday Life Network, 2003.
- Valerie Frissen, J. de Mul: Under construction: persoonlijke en culturele identiteit in het multimediatijdperk. Infodrome, 2000.
- Valerie Frissen, Y. Punie: Present users, future homes–A theoretical perspective on acceptance and use of ICT in the home environment. TNO rapport STB-01-30a. TNO, Delft 2001.
- De schaduwdemocratie: ICT en maatschappelijke participatie. 2001.
- De domesticatie van de digitale wereld. Erasmus Universiteit, 2004.
- L. Van Audenhove, B. Cammaerts, V. Frissen, L. Engels, A. Ponsioen: Transnational Civil Society in the Networked Society.